# ایسوگای رنسوکه
ایسوگای رنسوکه (انگلیسی: Rensuke Isogai; ۳ سپتامبر ۱۸۸۶ – ۶ ژوئن ۱۹۶۷) سیاست‌مدار و سپهبد ارتش اهل ژاپن بود.
وی همچنین برندهٔ جوایزی همچون نشان خورشید فروزان شده‌است.